# Кандыбович, Лев Александрович
Лев Александрович Кандыбович (20 января 1934, Минск, БССР — 7 апреля 2011) — советский и белорусский психолог, доктор психологических наук, профессор БГПУ.

## Биография
Окончил Казанское суворовское военное училище (1952); Московское военное училище имени Верховного Совета РСФСР (1954); Архангельский педагогический институт имени М. В. Ломоносова (заочно, 1959); Минское высшее инженерное радиотехническое училище войск ПВО страны (1967). Кандидат психологических наук (1973), доктор психологических наук (1982), профессор (1991). Проходил службу в Москве, Архангельске, Минске. Работал преподавателем, старшим преподавателем, заместителем начальника и начальником кафедры Минского высшего инженерного радиотехнического училища войск ПВО страны (1967—1991). Диссертации и большинство работ Кандыбовича по военной психологии были по закрытой тематике. В июле 1991 г. в звании полковника был уволен в запас. Профессор кафедры педагогического мастерства Минского государственного педагогического института имени А. М. Горького (1991—1994); профессор кафедры общей и детской психологии Белорусского государственного педагогического университета имени Максима Танка (1995—2011).

## Научная деятельность
Помимо военной психологии в сферу научных интересов Кандыбовича входили психология высшей школы и история психологии Беларуси. По этим областям он публиковал монографии, учебные пособия, хрестоматии, проводил научные конференции и издавал их труды. Работы Кандыбовича по истории психологии в Белоруссии цитируются исследователями как основополагающие. Является также соавтором нескольких крупных справочных изданий по психологии.

## Награды
Орден «За службу Родине в Вооружённых Силах СССР» 3 степени, 12 медалей, знак «Отличник высшей школы СССР».

### Основные труды
- Михаил Дьяченко, Сергей Кандыбович, Лев Кандыбович. Психология высшей школы. — Минск: Харвест, 2006. — 416 с. — ISBN 985-13-8194-2.
- Дьяченко М. И., Кандыбович Л. А. Краткий психологический словарь: Личность, образование, самообразование, профессия. — Минск: Народная асвета, 1996.
- Кандыбович Л. А. История психологии в Беларуси: учебное пособие для студентов педагогических специальностей высших учебных заведений / под ред. Я.Л. Коломинского. — 3-е изд., исправленное и дополненное. — Минск: Тесей, 2008. — 296 с. Используется в белорусских университетах в качестве учебного пособия про курсу История психологии[11]
- Кандыбович Л. А., Стоюхина Н. Ю. Психотехники Беларуси: имена и судьбы (20-30-е годы XX в.). — Минск: Тесей, 2009. — 328 с. — ISBN 978-985-463-325-1.
- Дьяченко М. И., Кандыбович Л. А. Психологический словарь-справочник. — М.: ИД Куприянова, 2009. — 456 с.
- Кандыбович Л. А., Кандыбович С. Л., Караяни А. Г., Сыромятников И. В. Военно-психологический словарь-справочник. — М.: ИД Куприянова / Общество психологов силовых структур, 2010. — 592 с.